# Kołpna
Kołpna (ros. Колпна), do 2006 roku Kołpny – osada typu miejskiego w zachodniej Rosji, na terenie obwodu orłowskiego.
Miejscowość leży w rejonie kołpniańskim, którego ośrodek administracyjny stanowi, nad rzeką Sosną.
Miasteczko liczy 7237 mieszkańców (1 stycznia 2005 r.), tj. ok. 40% całej populacji rejonu.
Osada jest jedynym ośrodkiem miejskim na terenie tej jednostki podziału administracyjnego.
Kołpna jest lokalnym centrum kulturalnym i gospodarczym. W miejscowości tej znajdują się m.in. zakłady papiernicze, zakład mleczarski, cukrownia, cegielnie oraz drukarnia.